# برونو هارتمان
برونو هارتمان (بالألمانية: Bruno Hartmann)‏ هو مصارع هاوي نمساوي، ولد في 4 أكتوبر 1946.

## وصلات خارجية
- برونو هارتمان على موقع أوليمبيديا (الإنجليزية)